# Antonio da Caravaggio (pittore)
Antonio da Caravaggio (Caravaggio, ... – documentato a Milano nella seconda metà del XV secolo) è stato un pittore italiano.
Spesso erroneamente identificato, in passato, con Antonio Tizzoni, figlio del pittore caravaggino Fermo Tizzoni, è in realtà un personaggio differente, risultando già orfano di padre nel 1481, mentre Fermo Tizzoni era ancora vivente nel 1511.